# Fridolin Aichner
Fridolin Aichner (eigentlich Irmfried Benesch, veröffentlichte auch als Fritz Benesch, * 5. August 1912 in Aichen, Österreich-Ungarn; † 13. April 1987 in Goch) war ein deutsch-mährischer Lehrer und Schriftsteller.

## Leben
Aichner wurde als Sohn eines Lehrers im Bezirk Mährisch Sternberg geboren und wuchs im Schönhengstgau auf. Nach dem Abitur in Mährisch Trübau studierte er Germanistik und Slawistik an der Karl-Ferdinands-Universität in Prag und promovierte dort 1936 mit einer Dissertation über die Lautgeographie der Schönhengster Mundarten. Anschließend war er in Neutitschein und Mährisch Trübau als Lehrer tätig, bis er 1939 zur Wehrmacht einberufen wurde. Nach sechs Jahren Militärdienst und drei Jahren Kriegsgefangenschaft gelangte Aichner auf Grund der Vertreibung der Deutschen aus der Tschechoslowakei nach Goch am Niederrhein. Dort wirkte er von 1952 bis 1955 am Collegium Augustinianum Gaesdonck und anschließend bis zu seiner Pensionierung am städtischen Gymnasium als Studiendirektor.
1960 wurde Aichner mit einem Förderpreis der Sudetendeutschen Landsmannschaft ausgezeichnet.  1966 erhielt er den Schönhengster Kulturpreis und 1977 den Ostdeutschen Kulturpreis.

## Werk
Seine erste Erzählung Der Wald kommt wieder veröffentlichte Aichner 1951. In der Folgezeit entstand ein umfangreiches Werk aus Gedichten, Theaterstücken, Erzählungen, Romanen und Kinderbüchern, das oftmals einen autobiographischen Hintergrund hat und das Zusammenleben von Tschechen und Deutschen in Böhmen und Mähren thematisiert. Trotz der damit verbundenen historischen Tragik ist Aichners Werk vom Gedanken an Versöhnung durchzogen, der nicht zuletzt auch durch den immer wieder aufscheinenden Humor unterstützt wird.

## Publikationen
- Requiem für Manuel oder Rauhreif über Böhmen und Mähren. Husum: Husum-Druck- und Verlags-Gesellschaft 1986. ISBN 3-88042-301-6.
- Diaspora. Freising: Marburger Kreis 1980.
- Weihnachtstheater. Bonn: DJO, Bundesverband 1979.
- Die Prinzessin im Zauberwald. Balve/Sauerland Engelbert 1979. ISBN 3-536-01441-0.
- Vorahnungen. Freising: Marburger Kreis 1978.
- Mein Spielteufelchen. Bonn: Werkstatt Andreas Gryphius 1978.
- Weil das Böse herzlich bleibt. Wuppertal: Peintner 1978.
- Lichtkäferfest im Zauberwald. Balve/Sauerland: Engelbert 1977. ISBN 3-536-01365-1.
- Du suchst und findest uns. Salzer 1976. ISBN 3-7936-0412-8.
- Gerüchte. Kleve: Boss 1975.
- In dieser Dunkelheit. Freising: Marburger Kreis 1973.
- Kornblumen und roter Mohn. München: Bogen-Verlag 1972. ISBN 3-920119-10-X.
- Das Mädchen, das der Ostwind brachte. Heilbronn: Salzer 1971. ISBN 3-7936-0510-8.
- Alle meine Meyerlein. München: Goldmann 1971. ISBN 3-442-02867-1.
- Wir bauen unsre Häuser fest. Heilbronn: Salzer 1969.
- Der Maskenzug. Freising: Marburger Kreis 1968.
- Du suchst und findest uns. Heilbronn: Salzer 1968.
- Auf verwehter Spur. München: Verlag Heimatwerk 1966.
- (als Fritz Benesch:) Der Doppelselbstmord und andere Erzählungen. München: Verlag Heimatwerk 1964.
- Und die Welt war voller Wunder. Göttingen: Elchland-Verlag 1959.
- Die Erlösung des Peter Brachtel. Göttingen: Elchland-Verlag 1959.
- (als Fritz Benesch:) Der Kuckuck lacht aus dem Dornenstrauch. Wunsiedel: Ackermann-Verlag 1952.
- (als Irmfried Benesch:) Lautgeographie der Schönhengster Mundarten. Brünn: Rohrer 1938. (Prager Dissertation von 1936, Nachdruck: Nendeln: Kraus 1979. ISBN 3-262-01986-0.)